# Чемпіонат Туреччини з волейболу серед жінок
Чемпіонат Туреччини з волейболу серед жінок — щорічне змагання жіночих волейбольних команд Туреччини. Проводиться з 1956 року.
Змагання проводяться у трьох дивізіонах — 1-й, 2-й і 3-й лігах. Організатором чемпіонатів з сезону 1984/85 є Жіноча волейбольна ліга (Bayanlar Voleybol Lig). 

## Формула змагань (1-а ліга)
До 1983 року на попередньому етапі проходили регіональні чемпіонати, переможці яких змагалися у фінальних іграх, що проходили в одному місті протягом декількох днів. Після утворення волейбольної ліги формула змагань в основному включала в себе попередній етап з наступними іграми на вибування (плей-оф). 
У сезоні 2015/16 чемпіонат в 1-й лізі проводився у два етапи — попередній та фінальний. На попередній стадії команди грали у два кола. За її підсумками 4 кращі команди вийшли у фінальну частину і також у два кола розіграли першість без урахування раніше показаних результатів. Аналогічним чином місця з 5-го по 8-е розіграла друга четвірка попереднього етапу. 
За перемоги з рахунком 3:0 і 3:1 команда отримує 3 очки, 3:2 — 2 очка, за поразку з рахунком 2:3 — 1 очко, 0:3 та 1:3 — 0 очок.
У чемпіонаті 2015/16 в 1-й лізі брали участь 12 команд: «Фенербахче» (Стамбул), «Вакифбанк» (Стамбул), «Еджзачибаши» (Стамбул), «Галатасарай» (Стамбул), «Нілюфер» (Бурса), «Бурса Бююкшехір» (Бурса), «Сариер» (Стамбул), «Чанаккале», «Галкбанк» (Анкара), «Ідманоджаги» (Трабзон), «Саліхлі» (Маніса), «Ілбанк» (Анкара). Чемпіонський титул виграв «Вакифбанк». 2-е місце посів «Фенербахче», 3-е — «Еджзачибаши».

## Призери
| Рік  | 1-е місце                 | 2-е місце                             | 3-місце                   |
| ---- | ------------------------- | ------------------------------------- | ------------------------- |
| 1956 | «Фенербахче»              | ІЮСБК (Стамбул)                       | «Модаспор» (Стамбул)      |
| 1957 | «Фенербахче»              | «ТЕД Колежлілер» (Анкара)             | ІЮСБК (Стамбул)           |
| 1958 | «Фенербахче»              | «ТЕД Колежлілер» (Анкара)             | «Галатасарай»             |
| 1959 | «Фенербахче»              | «Галатасарай»                         | «Анкара Демірспор» Анкара |
| 1960 | «Фенербахче»              | «Галатасарай»                         | «Анкара Демірспор» Анкара |
| 1961 | «Галатасарай»             | «Фенербахче»                          | «Анкара Демірспор» Анкара |
| 1962 | «Галатасарай»             | «Расімпаша» Стамбул                   | «Фенербахче»              |
| 1963 | «Галатасарай»             | «Анкара Демірспор» Анкара             | «ТЕД Колежлілер» Анкара   |
| 1964 | «Галатасарай»             | «Расімпаша» Стамбул                   | «ТЕД Колежлілер» Анкара   |
| 1965 | «Бешикташ»                | «Расімпаша» Стамбул                   | «Галатасарай»             |
| 1966 | «Галатасарай»             | «Расімпаша» Стамбул                   | «ТЕД Колежлілер» Анкара   |
| 1967 | «Расимпаша» Стамбул       | «Галатасарай»                         | «ТЕД Колежлілер» Анкара   |
| 1968 | «Фенербахче»              | «ТЕД Колежлілер» Анкара               | ССК Стамбул               |
| 1969 | «Фенербахче»              | «ТЕД Колежлілер» Анкара               | «Галатасарай» [           |
| 1970 | «ТЕД Колежлілер» Анкара   | «Генчлербірлігі» Анкара               | «Еджзачибаши»             |
| 1971 | «Генчлербірлігі» Анкара   | «ТЕД Колежлілер» Анкара               | «Еджзачибаши»             |
| 1972 | «Фенербахче»              | «Еджзачибаши»                         | «Анкара Демірспор» Анкара |
| 1973 | «Еджзачибаши»             | «Фенербахче»                          | «Мюлькіє» Стамбул         |
| 1974 | «Еджзачибаши»             | «Галатасарай»                         | «Фенербахче»              |
| 1975 | «Еджзачибаши»             | «Фенербахче»                          | «Галатасарай»             |
| 1976 | «Еджзачибаши»             | «Галатасарай»                         | «Мюлькийе» Стамбул        |
| 1977 | «Еджзачибаши»             | «Галатасарай»                         | «Фенербахче»              |
| 1978 | «Еджзачибаши»             | «Галатасарай»                         | «Вінілекс» Стамбул        |
| 1979 | «Еджзачибаши»             | «Бюйюкдере Боронкай» Стамбул          | «Галатасарай»             |
| 1980 | «Еджзачибаши»             | «Арчелік» Стамбул                     | «Ескішехір»               |
| 1981 | «Еджзачибаши»             | «Арчелік» Стамбул                     | «Анкара Демірспор» Анкара |
| 1982 | «Еджзачибаши»             | «Арчелік» Стамбул                     | «Профіло» Стамбул         |
| 1983 | «Еджзачибаши»             | «Арчелік» Стамбул                     | «Пазарлари» Стамбул       |
| 1984 | «Еджзачибаши»             | «Арчелик» Стамбул                     | «Пазарлари» Стамбул       |
| 1985 | «Еджзачибаши»             | «Мілангаз» Стамбул                    | «Пазарлари» Стамбул       |
| 1986 | «Еджзачибаши»             | «Мілангаз» Стамбул                    | «Пазарлари» Стамбул       |
| 1987 | «Еджзачибаши»             | «Мілангаз» Стамбул                    | «Пазарлари» Стамбул       |
| 1988 | «Еджзачибаши»             | «Галатасарай»                         | «Мілангаз» Стамбул        |
| 1989 | «Еджзачибаши»             | «Галатасарай»                         | «Емлякбанк» Анкара        |
| 1990 | «Емлякбанк» Анкара        | «Еджзачибаши»                         | «Галатасарай»             |
| 1991 | «Емлякбанк» Анкара        | «Еджзачибаши»                         | «Вакифбанк» Анкара        |
| 1992 | «Вакифбанк» Анкара        | «Емлякбанк» Анкара                    | «Еджзачибаши»             |
| 1993 | «Гюнеш Сігорта» Стамбул   | «Еджзачибаши»                         | «Вакифбанк» Анкара        |
| 1994 | «Еджзачибаши»             | «Емлякбанкаши» Анкара                 | «Йешилюрт» Стамбул        |
| 1995 | «Еджзачибаши»             | «Вакифбанк» Анкара                    | «Бешикташ»                |
| 1996 | «Емлякбанкаши» Анкара     | «Бешикташ»                            | «Еджзачибаши»             |
| 1997 | «Вакифбанк» Анкара        | «Бешикташ»                            | «Гюнеш Сігорта» Стамбул   |
| 1998 | «Вакифбанк» Анкара        | «Еджзачибаши»                         | «Емлякбанкаши» Анкара     |
| 1999 | «Еджзачибаши»             | «Гюнеш Сигорта» Стамбул               | «Вакифбанк» Анкара        |
| 2000 | «Еджзачибаши»             | «Гюнеш Сігорта» Стамбул               | «Вакифбанк» Анкара        |
| 2001 | «Еджзачибаши»             | «Вакифбанк Гюнеш» Стамбул             | «Галатасарай»             |
| 2002 | «Еджзачибаши»             | «Вакифбанк Гюнеш» Стамбул             | «Галатасарай»             |
| 2003 | «Еджзачибаши»             | «Вакифбанк Гюнеш» Стамбул             | «Ілербанкаши» Анкара      |
| 2004 | «Вакифбанк Гюнеш» Стамбул | «Бешикташ»                            | «Еджзачибаши»             |
| 2005 | «Вакифбанк Гюнеш» Стамбул | «Емляктокі» Анкара                    | «Еджзачибаши»             |
| 2006 | «Еджзачибаши»             | «Вакифбанк Гюнеш» Стамбул             | «Бешикташ»                |
| 2007 | «Еджзачибаши»             | «Фенербахче»                          | «Вакифбанк Гюнеш» Стамбул |
| 2008 | «Еджзачибаши»             | «Фенербахче»                          | «ДІО Каршияка» (Ізмир)    |
| 2009 | «Фенербахче»              | «Еджзачибаши»                         | «ТюрТелеком» Анкара       |
| 2010 | «Фенербахче»              | «Вакифбанк Гюнеш ТюркТелеком» Стамбул | «Еджзачибаши»             |
| 2011 | «Фенербахче»              | «Вакифбанк Гюнеш ТюркТелеком» Стамбул | «Еджзачибаши»             |
| 2012 | «Еджзачибаши»             | «Вакифбанк ТюркТелеком» Стамбул       | «Фенербахче»              |
| 2013 | «Вакифбанк»               | «Еджзачибаши»                         | «Галатасарай»             |
| 2014 | «Вакифбанк»               | «Фенербахче»                          | «Еджзачибаши»             |
| 2015 | «Фенербахче»              | «Вакифбанк»                           | «Еджзачибаши»             |
| 2016 | «Вакифбанк»               | «Фенербахче»                          | «Еджзачибаши»             |
| 2017 | «Фенербахче»              | «Галатасарай»                         | «Вакифбанк»               |
| 2018 | «Вакифбанк»               | «Еджзачибаши»                         | «Фенербахче»              |
| 2019 | «Вакифбанк»               | «Еджзачибаши»                         | «Фенербахче»              |
| 2020 | «Вакифбанк»               | «Еджзачибаши»                         | «Фенербахче»              |
| 2021 | «Вакифбанк»               | «Фенербахче»                          | «THY» (Стамбул)           |
| 2022 | «Вакифбанк»               |                                       |                           |
| 2023 | «Фенербахче»              |                                       |                           |
| 2024 | «Фенербахче»              |                                       |                           |

### Титули
| Клуб             | Місто   | Перемоги |
| ---------------- | ------- | -------- |
| «Еджзачибаши»    | Стамбул | 28       |
| «Фенербахче»     | Стамбул | 13       |
| «Вакифбанк»      | Стамбул | 12       |
| «Галатасарай»    | Стамбул | 5        |
| «Емлякбанк»      | Анкара  | 3        |
| «Бешикташ»       | Стамбул | 1        |
| «Генчлербірлігі» | Анкара  | 1        |
| «Гюнеш Сігорта»  | Стамбул | 1        |
| «ТЕД Колежлілер» | Анкара  | 1        |
| «Расімпаша»      | Стамбул | 1        |
| «Генчлербірлігі» | Анкара  | 1        |